# Jetzendorf
Jetzendorf település Németországban, azon belül Bajorországban. Lakosainak száma 3179 fő (2023. december 31.).

## Népesség
A település népessége az elmúlt években az alábbi módon változott:
| Lakosok száma | 1656 | 1823 | 2947 | 2966 | 2952 | 2995 | 3030 | 3106 | 3202 | 3179 |
|               | 1970 | 1975 | 2011 | 2012 | 2014 | 2015 | 2017 | 2019 | 2022 | 2023 |